# The Penguins
The Penguins waren eine US-amerikanische Doo-Wop-Gruppe der 1950er Jahre, die vor allem durch den R&B-#1-Hit Earth Angel (Will You Be Mine) bekannt wurde.

## Geschichte
Die Band wurde 1954 in Los Angeles gegründet, als Duncan, Williams, Tate und Tisby gemeinsam die Fremont High School besuchten. Benannt haben sie sich nach der Werbefigur Willie the Penguin der Zigarettenmarke Kool. Noch im selben Jahr bekamen die Penguins einen Plattenvertrag bei dem Indie-Label Dootone Records und veröffentlichten Ende des Jahres ihre erste Single Hey Senorita – mit Earth Angel als B-Seite. Doch schon bald wurde deutlich, dass Earth Angel mehr Anklang fand als Hey Senorita. Anfang 1955 kam Earth Angel dann in die Single-Charts, und zwar an die Spitze der R&B- und in die Top 10 der Pop-Charts. Der Song zählt zu den erfolgreichsten Doo-Wop-Titeln und wurde als Filmmusik unter anderem in Zurück in die Zukunft verwendet.
Nur kurze Zeit nach dem Erfolg von Earth Angel verließ Tate die Band und wurde durch Randolph Jones ersetzt. 1956 wechselten die Penguins zunächst zu Mercury Records und dann zu Atlantic, wo sie 1957 mit Pledge of Love, das Platz 15 in den R&B-Charts erreichte, ihren zweiten Hit hatten. Außerdem veröffentlichten sie in diesem Jahr ihr einziges Album The Cool, Cool Penguins. 1959 zog die Band zurück nach Los Angeles und trennte sich kurze Zeit später.
Durch Duncan kam es ab den 1960er-Jahren zu einigen Wiedervereinigungen der Penguins, so nahm die Band 1963 Memories of El Monte auf, das Frank Zappa und Ray Collins extra für sie geschrieben hatten. Die Single floppte jedoch, worauf sich die Band wieder trennte. Bis in das neue Jahrtausend traten die Penguins noch gelegentlich gemeinsam auf, beispielsweise für eine PBS-Fernsehshow im Jahre 1999. 2004 wurden sie in die Vocal Group Hall of Fame aufgenommen. Leadsänger Cleveland Duncan starb am 7. November 2012 im Alter von 77 Jahren.

## Diskografie

### Alben
- 1957: The Cool, Cool Penguins

### Singles
| Jahr | Titel Album                      | Höchstplatzierung, Gesamtwochen, AuszeichnungChartplatzierungen (Jahr, Titel, Album, Platzierungen, Wochen, Auszeichnungen, Anmerkungen) | Höchstplatzierung, Gesamtwochen, AuszeichnungChartplatzierungen (Jahr, Titel, Album, Platzierungen, Wochen, Auszeichnungen, Anmerkungen) | Anmerkungen |
| Jahr | Titel Album                      | US | R&B | Anmerkungen |
| ---- | -------------------------------- | --- | --- | --- |
| 1954 | Earth Angel (Will You Be Mine) – | US8 (15 Wo.)US | R&B1 (19 Wo.)R&B | Autoren: Dootsie Williams, Gaynel Hodge, Jesse L. Belvin Platz 8 bezieht sich auf die Best-Sellers-in-Stores-Charts |
| 1957 | Pledge of Love –                 | — | R&B15 (1 Wo.)R&B | Autorin: Ramona Redd                                                                                                |

Weitere Singles
- 1954: No There Ain’t No News Today (Split-Single mit When I Am Gone von Dootsie Williams)
- 1954: Hey Senorita / Earth Angel (Will You Be Mine)
- 1954: Love Will Make Your Mind Go Wild / Ookey Ook
- 1955: Baby Let’s Make Some Love / Kiss a Fool Goodbye
- 1955: Be Mine or Be a Fool / Don’t Do It
- 1955: It Only Happens with You / Walkin’ down Broadway
- 1955: Devil That I See / Promises, Promises, Promises
- 1955: A Christmas Prayer / Jingle Jangle
- 1956: She’s Gone, Gone / My Troubles Are Not at an End
- 1956: Dealer of Dreams / Peace of Mind
- 1956: Earth Angel / Ice
- 1957: Will You Be Mine / Cool Baby Cool
- 1957: Pledge of Love / I Knew I’d Fall in Love
- 1957: That’s How Much I Need You / Be My Lovin’ Baby
- 1958: Sweet Love / Let Me Make Up Your Mind
- 1958: Do Not Pretend / If You’re Mine
- 1962: Believe Me / The Pony Rock
- 1963: Memories of El Monte / Never Let You Go
- 1965: Heavenly Angel / Big Bobo’s Party Train

## Auszeichnungen
- The Penguins
  - Vocal Group Hall of Fame (2004)

- Earth Angel (Lied)
  - Grammy Hall of Fame (1998)
  - Rock and Roll Hall of Fame
  - National Recording Registry (2004)[5]
  - Platz 152 der 500 Greatest Songs of All Time (Rolling Stone)[6]
  - Platz 237 der Songs of the Century (NEA/RIAA)[7]